# Rudibert Schneider
Rudibert Schneider (* 28. September 1914 in Bankwitz; † 7. Januar 1978 in Rinteln) war ein deutscher Politiker und Mitglied des Niedersächsischen Landtages.

## Leben
Nach Ende der Schule und abgeschlossener Berufsausbildung nahm Rudibert Schneider als Berufssoldat am Zweiten Weltkrieg teil. Er erlitt schwere Verwundungen und kehrte als Schwerkriegsbeschädigter zurück. Nach Kriegsende wurde er 1946 aus Breslau vertrieben und fand im Landkreis Grafschaft Schaumburg ein neues Zuhause. Er engagierte sich ab Ende 1946 ehrenamtlich in der Betreuung Vertriebener des Zweiten Weltkrieges. Er wurde geschäftsführender Landesvorsitzender des GB/BHE in Niedersachsen und wirkte ab 1948 in der Kommunalpolitik. Vom 6. Mai 1955 bis 5. Mai 1963 war er Mitglied des Niedersächsischen Landtages (3. und 4. Wahlperiode), dabei übernahm er vom 6. Mai 1955 bis 27. September 1957 und 6. Oktober 1958 bis 5. Mai 1963 den stellvertretenden Vorsitz der GB/BHE-Landtagsfraktion. Nach der Fusion von GB/BHE und DP zur GDP 1961 wirkte er ab 1961 als deren Landesvorstandsmitglied.
Vom 17. Januar 1962 bis 5. Mai 1963 war er zudem Vizepräsident des Niedersächsischen Landtages. Er übernahm vom 7. Oktober 1955 bis 5. Mai 1963 den Vorsitz im Ausschuss für Angelegenheiten der Vertriebenen, Flüchtlinge und Kriegssachgeschädigten.
Von 1976 bis 1978 war er als Nachfolger des verstorbenen Hermann Ahrens Bundesvorsitzender der Gesamtdeutschen Partei (GDP), als diese ihre Bedeutung bereits seit einigen Jahren verloren hatte.
Er war verheiratet und hatte ein Kind.